# Odjuret (2011)
Odjuret är en svensk drama- och thrillerfilm från 2011 med regi och manus av Martin Jern och Emil Larsson. Filmen bygger på dubbelmordet på Hallandsåsen 2004 och i rollerna ses bland andra Magnus Skog, Sofie Karlsson och Stefan Söderberg.

## Om filmen
Inspelningen ägde rum i Helsingborg med Jern och Larsson som producenter och David Grehn som fotograf. Musiken komponerades av Mattias Hansson och Adam Hansen-Chambers och filmen klipptes av Erik Bäfving. Den premiärvisades 3 februari 2011 på Göteborgs filmfestival och 11 mars samma år hade den biopremiär. 7 december 2011 utgavs den på DVD.
Filmen belönades med The Breaking Waves Award vid Titanic Nemzetközi Filmfesztivál i Budapest i Ungern 2011.

## Handling
Kim bor på en mindre ort i Skåne och har precis avtjänat ett fängelsestraff. Han försöker leva ett vanligt liv, men hans kriminella far vill ha sonens hjälp i sina skumraskaffärer. När Kim blir arbetslös bestämmer han sig för att lämna Sverige tillsammans med en vän. Vännen drar sig dock ur och Kims frustration får ödesdigra konsekvenser.

## Rollista
- Magnus Skog – Kim
- Sofie Karlsson	– Susanne
- Stefan Söderberg – Jesper
- Emelie Sundelin – Ylva
- Rolf Jarl – Larry, Kims pappa
- Nicolai Schröder – pastorn
- Tutti von Bülow – Fanny, Susannes mamma
- Fatima Persson	– Sara
- Åsa Söderling Kajic – Ylvas mamma
- Håkan Jeppson – Ylvas pappa
- Mikael Wilson – chefen
- Michael Petersson – Lenny
- Stefan Palm – Olof
- Mehran Parandoush – Zorro
- Karl Rydberg – Tim
- Mark Base – Friedrich
- Jill Christensson – Susannes granne
- Malin Sandberg	– Fannys kompis
- Anne "Stamptanten" Nilsson – medlem i poledancejuryn
- Angela Carlsten – poledancer
- Kristian Nielsen – övervakare
- Frida Svensson	– Saras kompis
- Göran Ahlgren	– man på pub